# Rabotschi Put
Ratbotschi Put (russ. Der Arbeiterweg) ist der Name einer bolschewistischen Tageszeitung. Rabotschi Put war das Organ des Zentralkomitees (ZK) der Sozialdemokratischen Arbeiterpartei Russlands (SDAPR), die in Petrograd vom 3./16. September bis 26. Oktober/8. November 1917 herausgegeben wurde. Die Zeitung war einer der Titel der Prawda, die bei den Verboten der Provisorischen Regierung gewählt wurde. Es erschienen 46 Nummern, wobei die Auflagenhöhe bei etwa 100.000 Exemplaren lag.

## Geschichte
Am Morgen des 24. Oktober/6. November 1917 kam es zu einem Überfall von Offiziersschülern auf die Druckerei der Zeitung. Das sich um diese Zeit versammelte ZK der SDAPR fasste daraufhin den Beschluss, „schnell die Wache in die Druckerei zurückzuschicken und für die rechtzeitige Herausgabe der nächstfolgenden Nummer der Zeitung zu sorgen“ (Protokoll des ZK der SDAPR, August 1917-Februar 1918, 1958, S. 119).
Auf Befehl des Petrograder Revolutionären Militärkomitees vertrieben die Rotgardisten und revolutionären Soldaten die Offiziersschüler, und die Druckerei wurde wieder geöffnet. Die Nummer der "Rabotschi Put" vom 14. Oktober/6. November 1917, die einen Aufruf zum Sturz der Provisorischen Regierung brachte, wurde im Laufe des Tages gedruckt und unter die Arbeiter und Soldaten verteilt.
Am Abend überfiel erneut eine Abteilung der Offiziersschüler die Druckerei, um sie zu schließen. Die Rotgardisten und Soldaten entwaffneten die Offiziersschüler und inhaftierten sie in der Peter-Pauls-Festung. In der Nummer 46 des "Rabotschi Put" vom 16. Oktober/8. November 1917 erschien der von Lenin unterzeichnete Aufruf "An die Bürger Russlands!", der den Sieg der "Großen Sozialistischen Oktoberrevolution" verkündete. Ab dem 27. Oktober/9. November 1917 erschien die "Rabotschi Put" wieder unter dem Titel "Prawda". 